# Museo Néstor
El Museo Néstor es una pinacoteca que conserva y expone al público la mayor parte de la obra del artista grancanario Néstor Martín-Fernández de la Torre. Está situado en la ciudad de Las Palmas de Gran Canaria (Islas Canarias, España), dentro del Pueblo Canario, un conjunto arquitectónico concebido en la idea por el propio Néstor y proyectado y realizado por su hermano Miguel, cuyas edificaciones rememoran la arquitectura tradicional canaria.
El Museo Néstor es un referente en el patrimonio cultural de Las Palmas de Gran Canaria. Fue inaugurado el 18 de julio de 1956, 18 años después del prematuro fallecimiento del artista. con la ayuda del Ayuntamiento de Las Palmas, fondos aportados por las gentes de Gran Canaria y la donación de obras de valor incalculable de Rafael y Miguel mayormente, aunque también de los otros hermanos del artista.
El edificio consta de once espacios expositivos que albergan la colección permanente y las exposiciones temporales, así como un centro de documentación, una tienda, y un departamento pedagógico.

## Néstor Martín-Fernández de la Torre

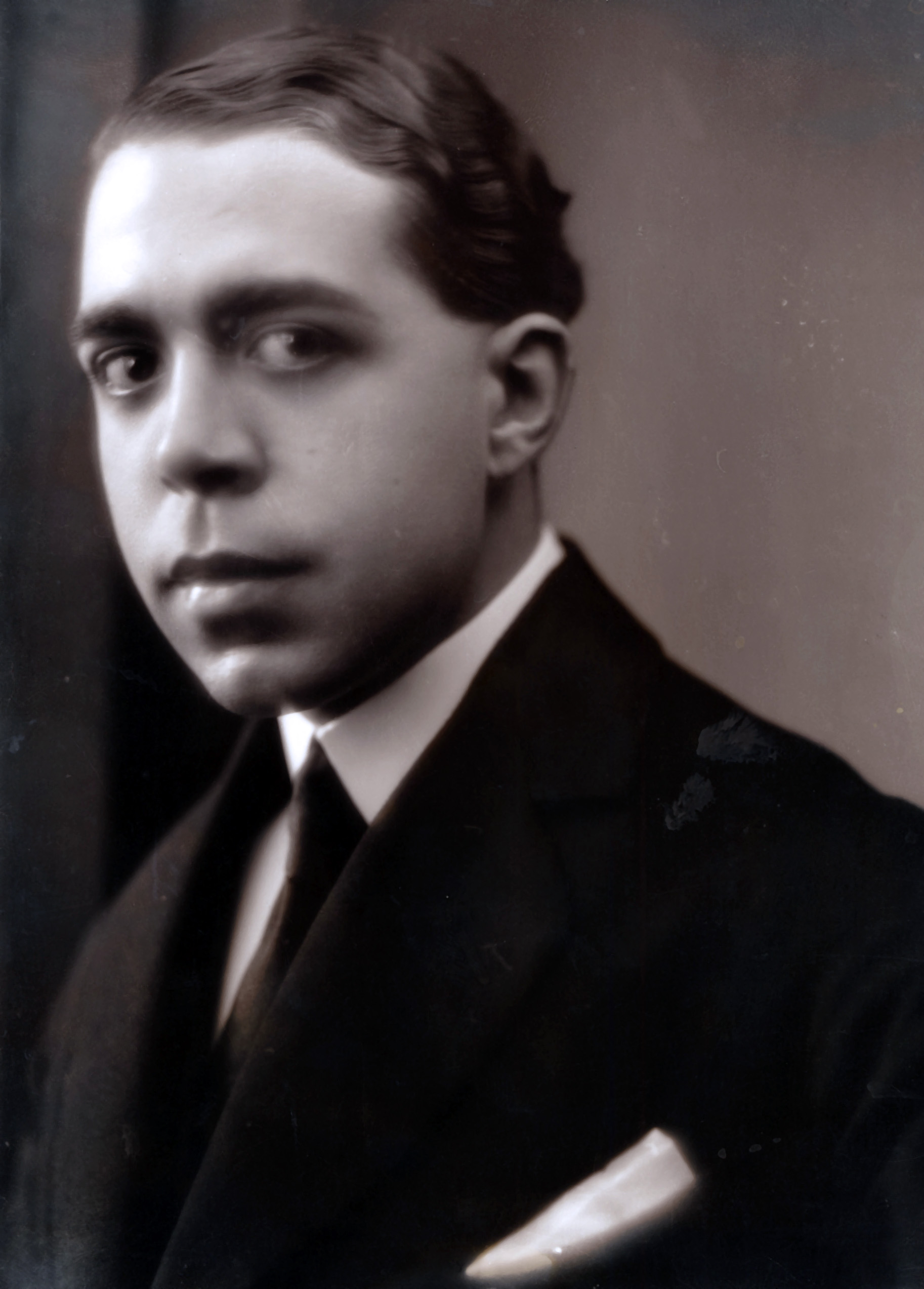
Néstor en 1910.

Grancanario de nacimiento, cosmopolita de vocación, Néstor es uno de los más importantes artistas del movimiento simbolista español que desarrolló su obra creativa bajo los preceptos del modernismo. 
Nació en el año 1887 en Las Palmas de Gran Canaria, aunque pasó largas temporadas en Madrid, Barcelona y en el extranjero, en donde bebió de las corrientes artísticas más en boga del momento. En la década de los 30 del siglo XX regresaría a Gran Canaria, donde encabezaría, junto con su hermano Miguel, un movimiento dedicado al fomento del turismo de la ciudad y en la isla, denominado tipismo, del que surgiría, entre otras obras, el Pueblo Canario. Néstor fallecería en 1938, justo el día antes de cumplir 51 años, dejando inconclusa parte de su obra. 
Epitalamio, El Niño Arquero y las dos colecciones que componen el Poema de los Elementos son sus obras maestras dentro del género simbolista y pueden contemplarse en el museo.

## Reseña histórica

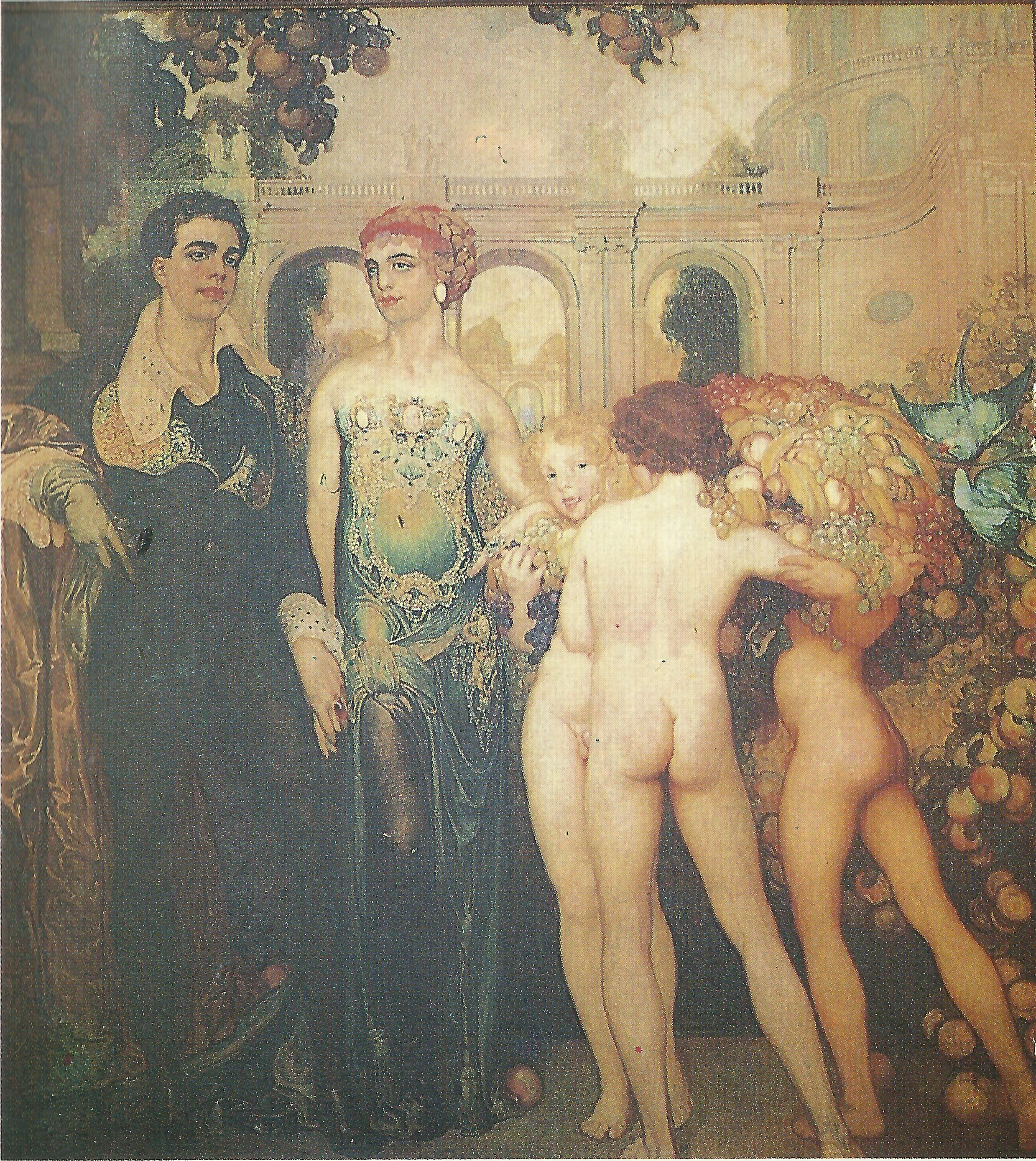
Epitalamio o Las bodas del príncipe Néstor

Cuando Néstor regresó a Gran Canaria en 1934, deseaba instalarse definitivamente en la isla. Por ello se dedicó a buscar un espacio que fuera capaz de acoger su producción pictórica, y se decidió por el tradicional barrio de San Francisco en la ciudad de Telde. Sin embargo, con el acaecer de su muerte, la idea nunca llegó a materializarse. 
Pocos años después de la desaparición del artista, se tomó la decisión de crear el museo, por lo que las autoridades de la época acometieron la tarea de adquirir a sus herederos la obra que Néstor había dejado en su estudio, así como recopilar gran parte de la que se encontraba dispersa por Europa y en manos privadas. Los hermanos del pintor, Miguel y Rafael, donaron la totalidad de las obras que poseían, con el fin de que el museo proyectado recogiera lo más valioso de la producción nestoriana.
La obra fue asumida por el ayuntamiento de la ciudad, quien encomendó la misma al arquitecto municipal, Miguel Martín Fernández de la Torre. Este fue quien sugirió que la creación plástica y arquitectónica de su hermano debían unirse y complementarse, y así fue como se decidió levantar el museo en el recinto del Pueblo Canario.
La construcción comenzó a llevarse a cabo en 1939, en unos solares colindantes con el Pueblo Canario, en construcción por aquellos años, junto a los jardines del Hotel Santa Catalina, que hoy forman parte del Parque Doramas. Años más tarde, en 1956, el espacio museístico abriría sus puertas al público a la obra de Néstor, con parte del fondo del artista donado por algunos miembros de su familia, patrimonio que posteriormente se ha venido enriqueciendo con donaciones particulares y adquisiciones.
El museo conmemoró en 2006 el 50 aniversario de su creación con diversas actividades y con el descubrimiento de un busto del artista que se expone en la sala de honor, realizado en 1985 por el escultor Juan Borges Linares.

## Distribución del edificio

Planta del museo.

El edificio que aloja el museo se encuentra situado en el lado naciente del Pueblo Canario, un conjunto de marcado estilo regionalista, denominado neocanario, que se conjuga con las líneas racionalistas que el arquitecto Miguel Martín Fernández de la Torre dotaba a sus proyectos.
El museo se organiza a partir de una planta en dos alturas en donde se disponen las doce salas de exposición, todas ellas de planta rectangular, salvo la sala que acoge la colección del Poema de Mar que es de planta decagonal. El edificio está rematado con techos a cuatro aguas recubiertos de tejas y en su frontis exhibe una portada en cantería con detalles en mármol blanco y trazas eclécticas. 
El acceso se realiza desde la plaza del Pueblo Canario sorteando unos peldaños. La sala de honor sirve para recibir a los visitantes y para comunicar mediante una escalera con la planta alta. En esta sala se exponen las primeras obras del pintor, su colección de retratos y la pieza Epitalamio. Prosigiendo hacia el fondo, la forma característica de la sala Poema del Mar, en forma de decágono, dedica cada una de sus paredes a exponer las piezas que lo componen. Volviendo a la sala de honor, a sus lados se encuentran dos pequeños salones. El de la izquierda acoge la serie Visiones de la Isla, una colección de óleos sobre paisajes costumbristas y dibujos de sus proyectos para el Parador de Cruz de Tejeda y el Pueblo Canario. En el lado opuesto se encuentra un salón con varios retratos, que dan paso a otro en el que se exhiben varios objetos de uso folclórico y diversas artesanías.
Ya en la planta superior, las dos primeras salas presentan una muestra de los trabajos que Néstor hizo para el teatro, como maquetas de las escenografías y figurines. Las otras tres recogen las obras del artista en sus últimos años, como la del Poema de la Tierra, junto con los bocetos y estudios sobre flora canaria que estaba haciendo para esta obra, así como una colección de dibujos. Por último, en la zona de ampliación, se encuentran los talleres didácticos y la sala de exposiciones temporales.

## Colección permanente
La colección permanente del museo está compuesta por una muestra representativa de la obra de Néstor de la Torre y está agrupada siguiendo un orden temático.
- Juventud. Las primeras obras del artista.
- Simbolismo. Piezas en las que Néstor de la Torre se identifica con los movimientos simbolistas y modernistas europeos.
- Retratos. Personajes contemporáneos a Néstor según su pincel y talento.
- Teatro. Escenografía y diseño de vestuario.
- Visiones. Expresión pictórica de la campaña de tipismo emprendida por Néstor.
- Poema del Mar. Una colección que ocho lienzos que representan simbólicamente los estados del Atlántico a lo largo de una jornada.
- Poema de la Tierra. Obra inconclusa del artista que trataba de complementar al Poema del Mar, en la que se presentan cuatro momentos diferentes del día y cuatro alegorías a cada una de las estaciones del año.